# XIV Jeux des îles
I XIV Giochi delle Isole (in francese XIV Jeux des îles e in portoghese XIV Jogos das Ilhas) si sono svolti nelle Isole Azzorre (Portogallo) dal 25 al 30 maggio 2010.
È stata la seconda edizione nelle Azzorre dopo quella del 2003, la terza in terra portoghese se si considera anche l'edizione del 2000 nell'isola di Madeira.

## Isole partecipanti
In elenco, le isole partecipanti in base all'ordine alfabetico:
- Azzorre
- Cipro
- Corsica
- Elba
- Jersey
- Korčula
- Madera
- Malta
- Sardegna
- Sicilia
- Wight

## Sedi di gara
Le gare si sono svolte in 10 impianti diversi:
- Roberto Ivens School Pavilion – Pallamano
- Universidade dos Açores Pavilion – Pallamano
- Laranjeiras Sports Complex – Atletica leggera
- Canto da Maia School Pavilion – Pallacanestro
- Lajedo, Sidónio Serpa Pavilion – Pallacanestro
- Escola da Ribeira Grande Gymanstics pavilion – Ginnastica artistica
- Laranjeiras Sports Complex Swimming Pool – Nuoto
- Ponta Delgada Bay – Vela
- São Miguel Tennis Club – Tennis
- Laranjeiras Pavilion – Pallavolo

## Sport
Le discipline inserite nel calendario di ogni della manifestazione sono state le seguenti:
- Atletica leggera
- Ginnastica
- Judo
- Nuoto
- Pallacanestro
- Pallamano
- Pallavolo
- Tennis
- Tennistavolo
- Vela

A differenza di altre edizioni non si sono svolti tornei di sport dimostrativi.

## Classifica
Ai Jeux des Iles vengono consegnate le medaglie singole per ogni evento ma il COJI tiene conto soltanto di una classifica a punti stilata in base ai singoli risultati. Pertanto la classifica di questa edizione fu:
| Isola          | Punti |
| -------------- | ----- |
| Sicilia        | 92    |
| Sardegna       | 85    |
| Madera         | 55    |
| Azzorre        | 53    |
| Corsica        | 43    |
| Jersey         | 23    |
| Korčula        | 15    |
| Isola di Wight | 14    |
| Cipro          | 13    |
| Isola d'Elba   | 9     |
| Malta          | 1     |